# Davi II Mamicônio
Davi II Mamicônio (em armênio/arménio: Դավիթ Բ Մամիկոնեանը; romaniz.: Davit’ II Mamikonian) foi um nobre armênio do século VIII.

## Vida
Sua ascendência é disputada. Christian Settipani pensa que era filho de Sapor, o filho de Musel VI, enquanto Cyril Toumanoff pensa que era filho de outro Sapor, possível irmão de Samuel II. Settipani acha que matou Meruzanes II Arzerúnio para vingar a morte de Sapor e Bardas.